# Heidersteg
Heidersteg ist ein Ort in Radevormwald im Oberbergischen Kreis im nordrhein-westfälischen Regierungsbezirk Köln in Deutschland.

## Lage

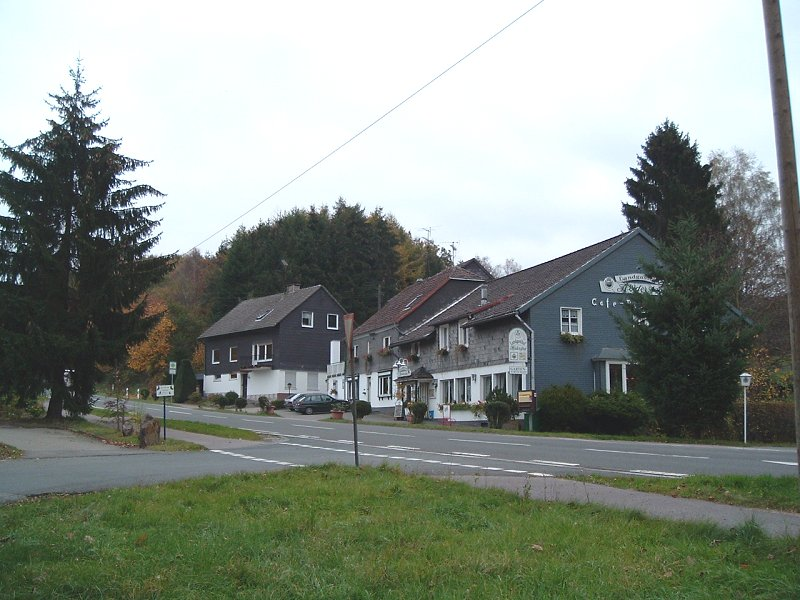
Heidersteg in Radevormwald

Heidersteg liegt an der Landesstraße 412, die von Radevormwald nach Remscheid führt. Der Ort liegt unmittelbar an der Wuppertalsperre. Die Nachbarorte sind Honsberg, Heide, Berg und Kräwinkel.
Durch Heidersteg fließt der Heiderbach, der heute in die Wuppertalsperre mündet. Daher auch der Name dieses Ortes und des benachbarten Ortes Heide.
Zentraler Anlaufpunkt des Ortes ist die Gaststätte „Landgasthof Heidersteg“. An den ÖPNV ist Heidersteg durch die Bürgerbuslinie 3 „Honsberger“ angebunden.
Politisch wird der Ort durch den Direktkandidaten des Wahlbezirks 12 im Rat der Stadt Radevormwald vertreten.

## Wander- und Radwege
Folgende Wanderwege führen durch den Ort:
- Die SGV-Hauptwanderstrecke X7 (Residenzenweg) von Arnsberg nach Düsseldorf-Gerresheim
- Der Bezirkswanderweg ◇6 (Wupperweg) des SGV-Bezirks Bergisches Land
- Der Bezirkswanderweg ◇8 (Radevormwald−Köln-Höhenhaus) des SGV-Bezirks Bergisches Land
- Die Straße der Arbeit des SGV-Bezirks Bergisches Land
- Der Wald-Wasser-Wolle-Wander-Weg